# Wydawnictwo Polskie R. Wegnera

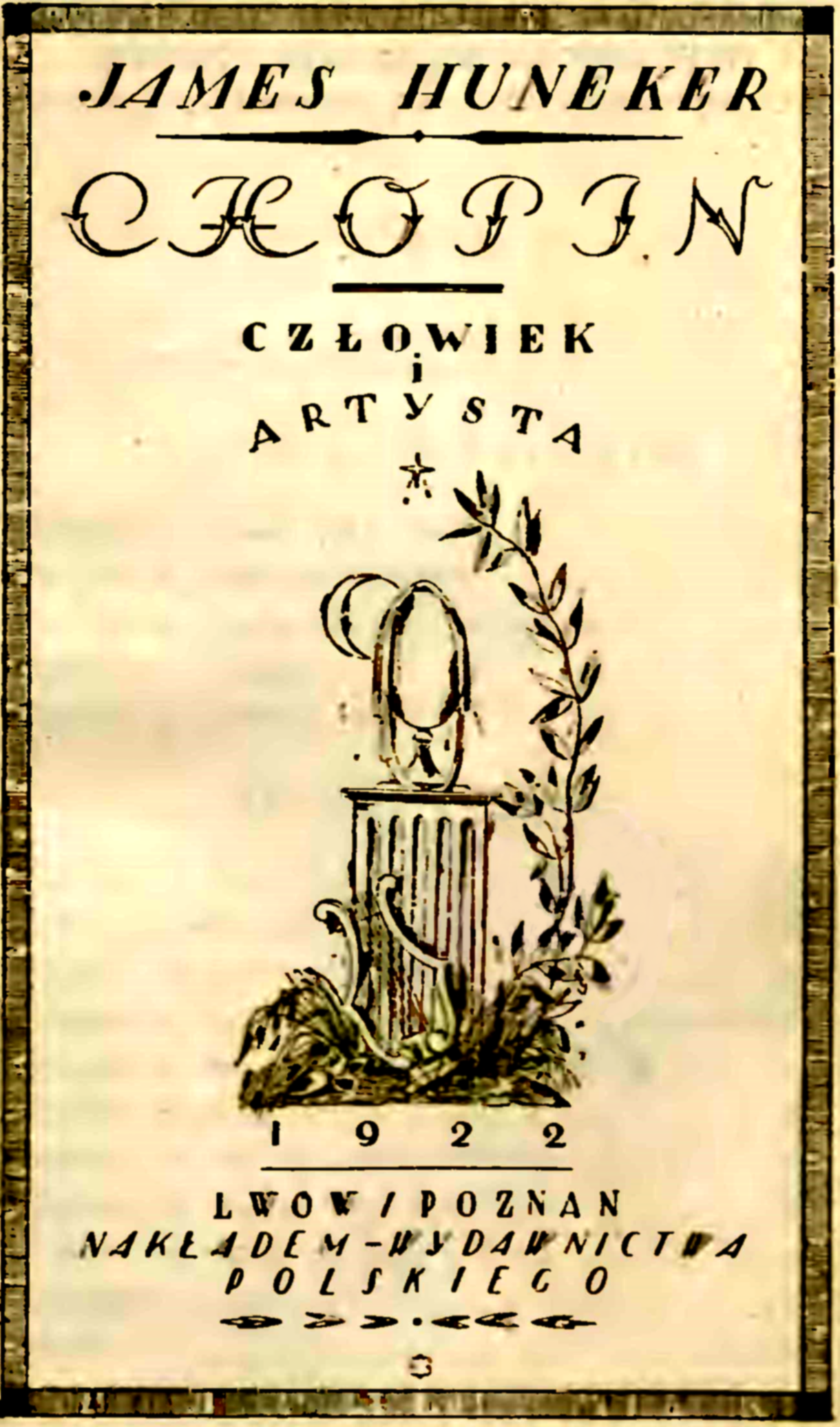
James Huneker: „Chopin. Człowiek i Artysta” (1922)

Wydawnictwo Polskie R. Wegnera – polskie wydawnictwo działające w latach 1917–1950. Zostało założone jako spółka akcyjna przez Rudolfa Wegnera jako Wydawnictwo Polskie z siedzibą we Lwowie, a następnie w Poznaniu. W roku 1926 Wegner przejął je na własność i zmienił nazwę na Wydawnictwo Polskie R. Wegnera. Ukierunkowane było głównie na polską i zagraniczną literaturę piękną. W swoim dorobku ma szereg serii wydawniczych, z których najbardziej znane to „Biblioteka Laureatów Nobla” i „Cuda Polski”. Charakteryzowało się dużą dbałością o jakość techniczną, literacką i graficzną swoich książek, zwłaszcza luksusowych edycji bibliofilskich. Wielkość produkcji sięgała 300 nowych tytułów rocznie. W czasie II wojny światowej zostało przeniesione do Warszawy i prowadziło sprzedaż swoich zapasów magazynowych. W roku 1941 zmarł właściciel, Rudolf Wegner, a firma przeszła w ręce jego żony Wandy i córki, Ireny Rybotyckiej. Majątek wydawnictwa uległ praktycznie całkowitemu zniszczeniu w trakcie powstania warszawskiego. Po wojnie wznowiło funkcjonowanie, lecz w roku 1950 zostało znacjonalizowane i zlikwidowane. Jego działalność kontynuowana była w stosunkowo niedużej skali przez emigracyjne Wydawnictwo Polskie Tern (Rybitwa) Book w Londynie do lat 70. XX wieku.

## Historia

### 1901–1914: geneza
Rudolf Wegner rozpoczął swoją działalność wydawniczą od założenia w roku 1901 spółki z Zygmuntem Rychlińskim i wykupienia księgarni przy ul. Piotrkowskiej w Łodzi, będącej filią wydawnictwa Gebethner i Wolff. Firma prowadziła intensywną działalność wydawniczą, oferując m.in. książki naukowe, popularnonaukowe, podręczniki, nuty, literaturę piękną, a także czasopisma – humorystyczną Łodziankę i fachowe Czasopismo Lekarskie. W roku 1905 Wegner, prawdopodobnie z powodów politycznych (podejrzenia władz o udział w rewolucji 1905 roku i rozpowszechnianie książek poza cenzurą), musiał bezzwłocznie opuścić terytorium zaboru rosyjskiego. Zamieszkał we Lwowie i podjął pracę w wydawnictwie Altenberga i Ossolineum.

### 1917–1928: Wydawnictwo Polskie
W roku 1917 Wegner zawiązał spółkę akcyjną, której udziałowcami byli m.in. Ignacy Mościcki, Antoni Jakubski, Marian Kukiel, Tadeusz Kutrzeba, Roman Odzierzyński i Aleksander Litwinowicz. Uzyskany kapitał pozwolił na powołanie w listopadzie 1917 roku „Wydawnictwa Polskiego” z Wegnerem jako dyrektorem. Siedziba nowego wydawnictwa została ustanowiona we Lwowie przy ul. Zyblikiewicza 15. W roku 1920 Wegner przeniósł ją do Poznania, początkowo do lokalu przy pl. Wolności 5, użyczonego przez Jana Jachowskiego, a następnie przy ul. Święty Marcin 48. W Związku Księgarzy Polskich wydawnictwo zarejestrowane było przy ul. Zwierzynieckiej 6.
Poznań był miastem spokojnym, znacznie mniej zniszczonym przez wojnę niż Lwów i Warszawa, z dobrze rozwiniętym przemysłem drukarskim i wydawniczym. W tych warunkach Wegner doprowadził do szybkiego rozwoju firmy. Nawiązana została ścisła współpraca ze Stanisławem Wasylewskim. Od roku 1920 zaczęły ukazywać się serie wydawnicze. W roku 1921 kierownikiem i doradcą literackim wydawnictwa został Stanisław Lam. Ukazał się wówczas pierwszy tom największej serii wydawnictwa, „Biblioteki Laureatów Nobla”. Wydawnictwo zintensyfikowało działalność, osiągając stopniowo poziom ok. 300 tytułów rocznie. Swoją produkcję prezentowało m.in. na wystawie książki w Poznaniu (1924) i II Międzynarodowej Wystawie Książki (Florencja 1925). W roku 1926 Stanisław Wasylewski przejął redakcję „Biblioteki Laureatów Nobla”, a rok później został redaktorem wydawnictwa.

### 1928–1939: Wydawnictwo Polskie R. Wegnera
W roku 1928 Wegner wykupił udziały akcjonariuszy wydawnictwa i stał się jego właścicielem, rejestrując je pod nazwą Wydawnictwo Polskie R. Wegnera lub Wydawnictwo Polskie (R. Wegner) Lwów – Poznań. W roku 1938 siedziba wydawnictwa została przeniesiona do domu Wegnera przy ul. Słowackiego 8.
Kontynuowana była intensywna działalność wydawnicza, m.in. zaczęła ukazywać się szczególnie wysoko oceniana seria „Cuda Polski”. Wydawnictwo brało udział w konkursie na najpiękniej wydaną książkę polską (1928), prezentowało się też na wystawie „Książka w Polsce Odrodzonej 1918–1928” (1928), Powszechnej Wystawie Krajowej (Poznań 1929) – gdzie nagrodzone zostało złotym medalem za działalność wydawniczą i małym złotym medalem za serię „Biblioteka Laureatów Nobla” – oraz na Międzynarodowej Wystawie Pięknej Książki (Paryż 1931). Sam Wegner został odznaczony Krzyżem Kawalerskim Legii Honorowej za popularyzację dzieł literatury francuskiej w Polsce (1935) i Krzyżem Oficerskim Orderu Odrodzenia Polski za zasługi wydawnicze (1937). W roku 1939 Wydawnictwo Polskie R. Wegnera przekazało 10 tys. zł na Pożyczkę Obrony Narodowej.

### 1939–1945: okres II wojny światowej
Po zajęciu Poznania przez Niemców w roku 1939 wydawnictwo Wegnera zostało zamknięte przez władze okupacyjne, a właściciela wysiedlono z Poznania. Książki wydawnictwa z magazynów w Poznaniu i Lwowie zostały przez okupantów przeznaczone do zniszczenia. Cenne zbiory prywatne zostały spalone przez Niemców na placu Wolności w Poznaniu.
Wegner zamieszkał w Warszawie i kontynuował działalność pod szyldem R. Wegner, Księgarnia Wydawnicza. W pierwszym rzędzie podjął akcję ratowania zasobów wydawnictwa w Poznaniu. Pierwsze próby podjęte m.in. przez księgarza i wydawcę Gustawa Tetzlawa nie udały się. Wegner zwrócił się więc o pomoc do Stefana Szpingera, który wcześniej skutecznie zorganizował wysyłkę zbiorów poznańskiej Drukarni i Księgarni św. Wojciecha transportem kolejowym do Warszawy. Wszystkie materiały z magazynu Wydawnictwa Polskiego były zarekwirowane przez Niemców i przeniesione w nieładzie do magazynu kolejowego. Całość została zajęta przez Bank Niemiecki, który przejął przedwojenny kredyt wydawnictwa. Wegner zdołał szybko spłacić cały dług, odzyskując możliwość dysponowania zasobami magazynu, a Szpinger z dużym trudem uzyskał zgody Propaganda Abteilung, Presse Amt i gestapo na wywóz książek. Warunkiem zgody gestapo było przy tym osobiste zobowiązanie się Szpingera do uporządkowania zbiorów po przewiezieniu do Warszawy i wydanie władzom niemieckim pozycji znajdujących się w spisie książek zakazanych. Transport do Warszawy przeprowadzony został przez firmę przewozową C. Hartwig.
Poza zasobami magazynowymi Wegner miał w piwnicy swojego domu przy ul. Słowackiego znaczne zapasy książek gotowych do sprzedaży, które dzięki zbiegowi okoliczności umknęły uwadze Niemców. Szpinger zorganizował grupę zaprzyjaźnionych księgarzy z Księgarni św. Wojciecha do pakowania ukrytych książek, a następnie przeprowadził brawurową akcję ich przewozu (również siłami firmy C. Hartwig) do magazynu kolejowego i włączenia w większości do transportu do Warszawy. Część nakładu przekazał do sprzedaży w Poznaniu, uzyskując fundusze na opłacenie poznańskich wydatków związanych z prowadzoną akcją (nie można było w tym celu wykorzystać pieniędzy Wegnera z Warszawy, gdyż przewóz gotówki z Generalnego Gubernatorstwa na tereny Rzeszy był zakazany). Łącznie wywieziono z Poznania ok. 300 ton książek, luźnych arkuszy drukarskich i zapasów czystego papieru, które zajęły 15 wagonów kolejowych. W przedsięwzięciu tym Szpingera wspomagali Julian Stefański, Teodor Bielawski i Stefan Szczypiński oraz księgarze-woluntariusze z Księgarni św. Wojciecha. W Warszawie odzyskane materiały umieszczono w magazynie przy ul. Okrąg 6/8. Książki rozprowadzano zarówno w obiegu oficjalnym, jak też zaopatrywano księgarnie konspiracyjne. Wydawnictwo drukowało ponadto na ocalałym papierze małe ilości brakujących fragmentów książek Ossendowskigo.
Stefan Szpinger swoją bezinteresowną akcją transportową zdobył uznanie i przyjaźń Wegnera, który mianował go kierownikiem wydawnictwa i udzielił pełnego pełnomocnictwa do prowadzenia wszelkich spraw. 13 lipca 1941 Rudolf Wegner zmarł na zawał serca. Wydawnictwo przejęły żona Wanda i córka Irena Rybotycka, a kierował nim nadal Stefan Szpinger, który m.in. zakończył rozmowy z Marią Rodziewiczówną, uzyskując dla Wydawnictwa Polskiego wyłączność na wydawanie jej dzieł. Najcenniejsza część zachowanych książek została przeniesiona do nowego magazynu przy ul. Nowy Świat. Działalność wydawnictwa w czasie okupacji była dochodowa ze względu na duży popyt na książki polskie. Poza przesłankami patriotycznymi były one traktowane jako lokata kapitału i na rynku wtórnym osiągały bardzo wysokie ceny, np. cena książki kucharskiej Disslowej dochodziła do 1000 zł za egzemplarz. Ze sprzedaży wyłączonych zostało kilkadziesiąt tysięcy zmagazynowanych tomów, uznanych przez Szpingera i właścicielki firmy za majątek przeznaczony na uruchomienie wydawnictwa po zakończeniu wojny.
Władze niemieckie utrudniały polską działalność księgarską, dodatkowo nękały firmę Wegnera rewizjami w księgarniach. Powołały też firmę o mylącej nazwie „Wydawnictwo Polskie – Polnische Verlag” wydającą m.in. książki o charakterze pornograficznym, co miało na celu kompromitację rzeczywistego wydawnictwa Wegnera. Niemcy wyegzekwowali też poznańskie zobowiązanie Szpingera do przekazania władzom zakazanych książek wydawnictwa. Prawdopodobnie oddano jednak tylko jedną niepełną „platformę” niektórych tytułów Bandrowskiego i Rodziewiczówny.
W trakcie powstania warszawskiego książki wydawnictwa Wegnera z magazynu przy ul. Okrąg rozdawane były do lektury powstańcom. Wkrótce resztę książek wykorzystano do budowy barykady, gdzie uległy zniszczeniu. Magazyn przy ulicy Okrąg został trafiony przez bombę i spłonął; także drugi magazyn na Nowym Świecie spłonął wraz z wszystkimi książkami. W efekcie wydawnictwo straciło wszystkie swoje zasoby.

### Okres powojenny

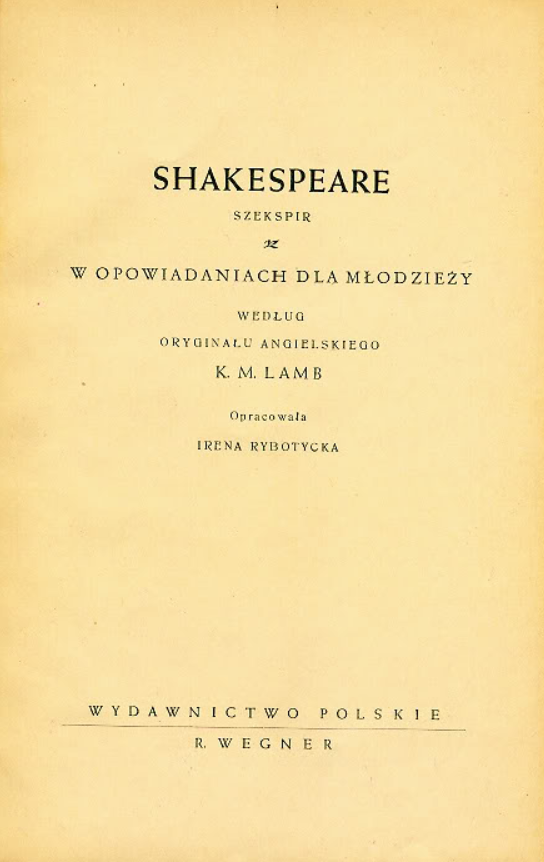
Strona tytułowa książki „Shakespeare. Szekspir w opowiadaniach dla młodzieży” w opracowaniu Ireny Rybotyckiej, Niemcy 1947/1948

#### 1945–1948: Niemcy
Irena Rybotycka w listopadzie 1945 wyjechała z Polski do amerykańskiej strefy okupacyjnej Niemiec, gdzie spotkała się ze swoim mężem, płk. Tomaszem Rybotyckim, oficerem łącznikowym Polskiej Misji Wojskowej. Oboje zaczęli wówczas starania o wznowienie działalności Wydawnictwa Polskiego R. Wegnera w celu umożliwienia dostępu do polskich książek polskim uchodźcom wojennym. Tomasz Rybotycki został kierownikiem utworzonej przy PMW placówki Welfare and Printing Team, a Irena Rybotycka, działająca w PCK, zdobyła z UNRRY przydział papieru. Rybotyccy uzyskali zezwolenie na druk książek o tematyce religijnej i edukacyjnej; zaproponowany zestaw objął 12 pozycji. Udało im się też odzyskać dawne matryce drukarskie z Norymbergi, gdzie Rudolf Wegner drukował książki dla dzieci. Wznowione Wydawnictwo Polskie R. Wegnera rozpoczęło działalność w Norymberdze w roku 1945, a na początku roku 1946 zaczęły ukazywać się książki. Po kilku miesiącach małżeństwo Rybotyckich musiało nagle opuścić Niemcy w związku z przejmowaniem placówek polskich przez rząd komunistyczny. Tomaszowi Rybotyckiemu udało się jednak dokończyć druk zaplanowanych pozycji, które ukazywały się do roku 1948.

#### 1947–1974: Anglia
Po wyjeździe z Niemiec małżeństwo Rybotyckich przeniosło się do Londynu. Tam uzyskali honoraria za książki wydawnictwa Wegnera wydawane w czasie wojny przez emigracyjne Ministerstwo Oświaty i wraz z Wandą Rybotycką w roku 1947 założyli wydawnictwo Tern (Rybitwa) Book Co. Ltd., publikujące głównie dawne pozycje Wydawnictwa Polskiego R. Wegnera, m.in. wybrane książki z serii „Biblioteka Laureatów Nobla” i „Cuda Polski”. Największe powodzenie odniosło wznowienie książki kucharskiej „Jak gotować” Marii Disslowej, wydanej także w języku angielskim pt. „Continental European Cooking”. Do nowych pozycji należała m.in. książka Zofii Kossak-Szczuckiej „Dziedzictwo” oraz powieść polityczna sir Philipa Gibbsa „Wolność nie ma granic” z okazji 10 rocznicy powstania warszawskiego. Wydawnictwo Rybitwa zakończyło działalność w roku 1974, po śmierci T. Rybotyckiego.

#### 1947–1950: Polska
Od roku 1947 Wydawnictwo Polskie R. Wegnera kontynuowało swoją działalność w Polsce. Pod nieobecność właścicieli kierowała nim przedstawicielka firmy, Anna Łempicka. Siedziba mieściła się w Warszawie przy ul. Cecylii Śniegockiej 10. Wznowiono m.in. szereg tomów serii „Biblioteka Laureatów Nobla”, powieści Rodziewiczówny oraz książki dla dzieci i młodzieży. Nowe wydania ilustrowane były przez Edwarda Kuczyńskiego i Jana Marcina Szancera.
W roku 1950 wydawnictwo zostało zlikwidowane decyzją ówczesnych władz polskich, a prawa wydawnicze zostały przejęte przez Państwowy Instytut Wydawniczy.

## Charakterystyka działalności
Priorytetem Wydawnictwa Polskiego było oferowanie książek wysokiej jakości. Były one starannie dopracowane podczas długiego cyklu wydawniczego dochodzącego do 4–6, a w niektórych przypadkach nawet 10 lat („Jak gotować” Marii Disslowej). Książki były atrakcyjne graficznie, z wieloma ilustracjami wykonywanymi zazwyczaj techniką miedziodruku. Miały artystyczną oprawę i jednolity wygląd w ramach poszczególnych serii wydawniczych lub dla danego autora. Do przekładów z języków obcych i do redakcji książek wydawnictwo zatrudniało czołowych polskich literatów. Wysoki poziom ilustracji i opracowania graficznego zapewniali m.in. Edward Kuczyński, Ernest Czerper, Rafał Malczewski, Kamil Mackiewicz, Tadeusz Lipski, Teodor Rożankowski, Leon Wyczółkowski, Jan Kilarski i Jan Bułhak.
Druk wykonywano na dobrym papierze – w późniejszym okresie był to specjalny papier bezdrzewny. Albumy bibliofilskie wydawano na papierze czerpanym lub chińskim. Dla uatrakcyjnienia produkcji krój czcionek, układy typograficzne i format były zróżnicowane, a obwoluty kolorowe. O jakości książek Wydawnictwa Polskiego świadczą listy, które otrzymywał Rudolf Wegner:

Dziękuję Panom za dwa piękne egzemplarze „Duszy Zaczarowanej”, łaskawie mi nadesłane. Pragnąłbym, abyśmy posiadali we Francji „Bibliotekę Laureatów Nobla” tak artystycznie i z takim zrozmnieniem wydaną.

Nareszcie otrzymałem egzemplarz polskiego wydania „Juliusza Cezara” [...]. Nie mogąc ocenić wartości przekładu, podziwiam wspaniałość wydania. Pod względem druku, papieru i ilustracji jest to najświetniejsze wydanie moich dzieł. Sprawiło mi wiele zadowolenia i składam Panom moje gratulacje.

Wypowiadając się o tym wydawnictwie [„Dzieje Papieży”] mogę tylko zaznaczyć, że wydanie to robi nadzwyczajne wrażenie. Papier, druk, oprawa bardzo dobre. A na specjalną pochwałę zasługuje ilustracja, która tak w doborze, jak i w technice wykonania jest znakomita. Przyznam się szczerze, że książka ta w ilustracji daleko prześcignęła niemieckie wydanie.

Książki wydawane były zwykle w dwóch wersjach, broszurowej i „oprawnej” (zwanej też „luksusową”). Ich ceny były stosunkowo wysokie, do 14 zł za książkę w twardej oprawie i 4–5 zł taniej za wersję broszurową. Koszt zakupu „Cudów Polski” był jeszcze wyższy, dochodził do 20 zł, co jednak ze względu na szczególnie atrakcyjną formę i bardzo wysoką jakość książek bywało uznawane za cenę umiarkowaną. Pomimo wysokich cen, książki sprzedawały się szybko i często były wielokrotnie wznawiane. Dopiero w roku 1928 rozpoczęto wysokonakładowy druk tańszych książek (3 zł za egzemplarz) przeznaczonych dla mniej wymagających czytelników.
Ponadto Wydawnictwo Polskie oferowało luksusowe albumy, w cenie 100–200 zł za egzemplarz. Kupowane były one w większości przez Ministerstwo Spraw Zagranicznych RP na cele reprezentacyjne, a także przez bibliofilów.
Wydawnictwo nie miało własnej księgarni. Nakłady rozprowadzane były głównie przez księgarnie Gebethnera i Wolffa oraz firmy Książnica-Atlas, a także przez Dom Książki Polskiej w Warszawie.

## Sygnet wydawnictwa
Sygnet drukarski wydawnictwa zmieniał się kilkakrotnie. Początkowo miał kształt kolisty, o kroju zbliżonym do sygnetu wydawnictwa E. Wendego (które było pierwszym miejscem zatrudnienia Wegnera). Od połowy lat 20. sygnety miały formę splecionych liter „P” i „W” umieszczonych jedna nad drugą. W niektórych książkach sygnet nie był umieszczany (np. w serii „Cuda Polski”).

Przykładowe sygnety drukarskie w książkach Wydawnictwa Polskiego
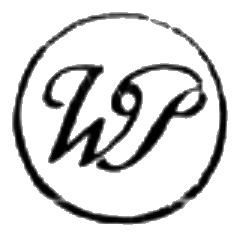
Stanisław Baczyński „Sztuka Walcząca”, 1923
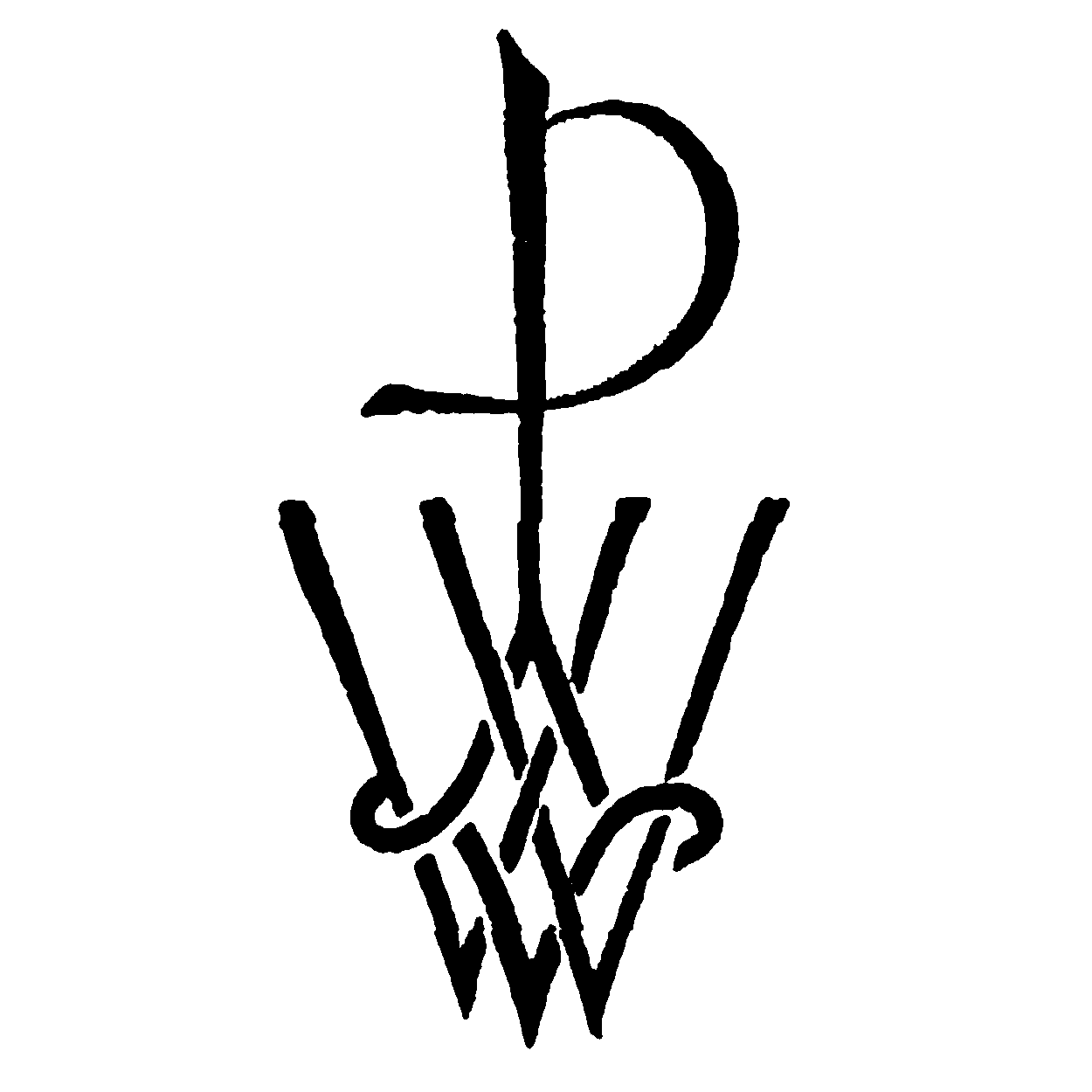
Karol Hubert Rostworowski „Antychryst. Tragedja w trzech aktach”, 1925
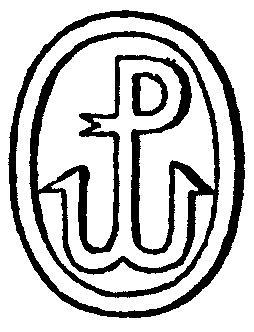
Benito Mussolini „Pamiętnik z czasów wojny”, 1931 (strona przedtytułowa)
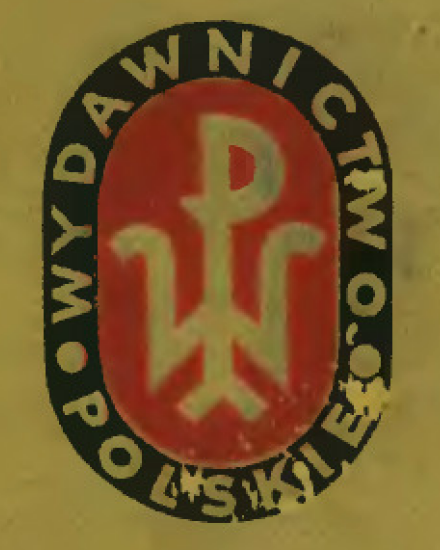
Marian Gawalewicz „Plotka”, 1931
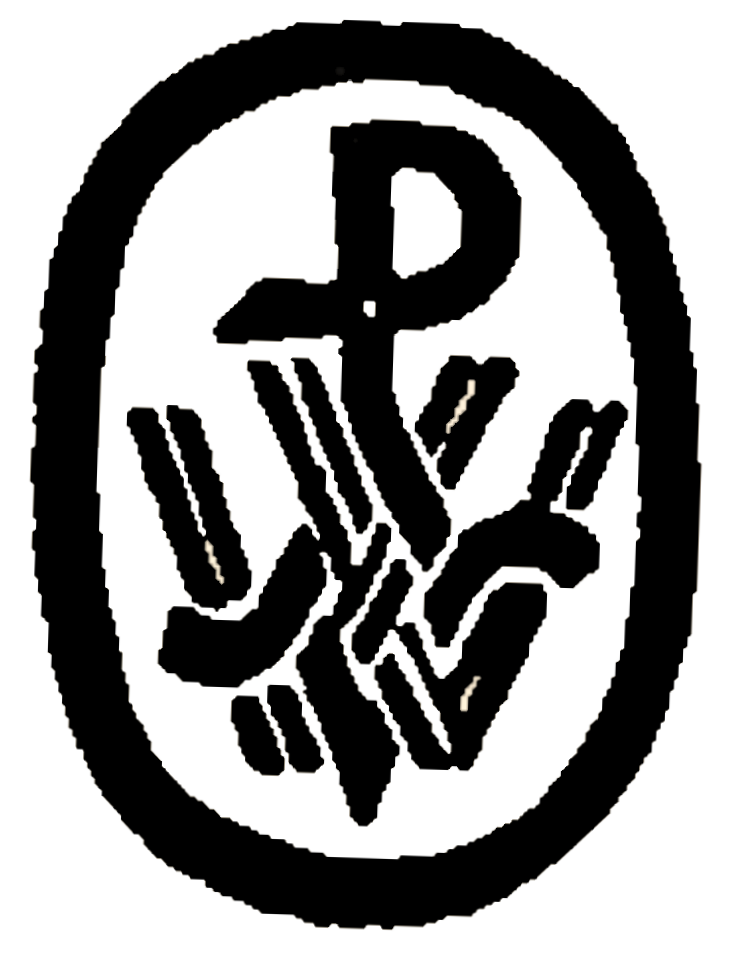
Stanisław Mycielski „W sercu dżungli”, 1935

### Znak „Kotwicy”
| Znak Polski Walczącej na odznace Batalionu Zośka | Sygnet wydawnictwa z tylnej okładki książki „Polowanie na potwory morskie”, 1927 |
| Znak Polski Walczącej na odznace Batalionu Zośka | Sygnet wydawnictwa z tylnej okładki książki „Polowanie na potwory morskie”, 1927 |

W pierwszych latach okupacji niemieckiej do Ireny Rybotyckiej zwrócił się Jerzy Jabłonowski (były adiutant marszałka Józefa Piłsudskiego) z pytaniem o zgodę na wykorzystanie sygnetu wydawnictwa umieszczonego na okładce książki „Polowanie na potwory morskie” jako symbolu walki Polski z okupantem:
 

[Jerzy Jabłonowski]: Wiecie... Polska walczy – wiadomo, ale musimy jeszcze mieć swój symbol, emblemat, godło, znak rozpoznawczy, niby podpis czy pieczęć. Te dwa inicjały PW splecione graficznie jako własny znak. Otóż wasza firma „Wydawnictwo Polskie” ma te same litery początkowe „WP” jak nasze „PW”. Spójrzcie na ten wasz znak na okładce: inicjały wystylizowane w kształt kotwicy (kotwica to symbol nadziei), nie wyobrażam sobie lepszego zestawienia tych dwóch liter, jak na tej waszej okładce.
Co byś powiedziała gdybyśmy to użyli jako godło Polski Walczącej? Nawet tytuł książki się zgadza. Wszak polujemy tylko na potwory w imię sprawiedliwości dziejowej.

W czasie wojny część ludności polskiej jednoznacznie kojarzyła układ graficzny znaku „Kotwicy” z sygnetem Wydawnictwa Polskiego. Podobieństwo – a wręcz identyczność – obu symboli zwróciło też uwagę gestapo, które przeprowadziło w związku z tym rewizję w siedzibie wydawnictwa i nakazało zamalowanie sygnetu we wszystkich książkach przeznaczonych do dystrybucji.

## Profil wydawniczy

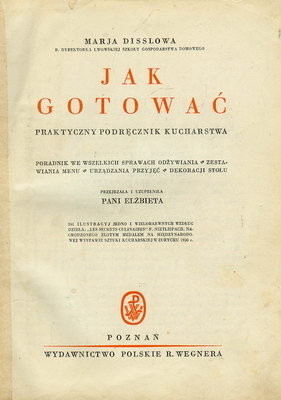
Maria Disslowa: „Jak gotować” (1931 lub 1938)

Wydawnictwo ukierunkowane było głównie na literaturę piękną, polską i zagraniczną. W początkowym okresie działalności Wydawnictwo Polskie wydawało głównie powieści współczesne polskich autorów (należeli do nich m.in. Jerzy Bandrowski, Marian Gawalewicz, Stefan Grabiński, Maria Rodziewiczówna, Wacław Sieroszewski, Jerzy Turnau i Stanisław Wasylewski) oraz podręczniki i książki o różnorodnej tematyce (np. z zakresu weterynarii, rolnictwa, przemysłu i polityki). Szybko w planach wydawniczych pojawiły się serie tematyczne, które stały się później wizytówką firmy. Pierwsza seria, „Gawędy o Dawnym Obyczaju. Wybór ciekawych pamiętników XVIII i XIX w.”, zaczęła ukazywać się w roku 1920. Rok później Stanisław Lam rozpoczął redakcję wielkiej serii „Biblioteka Laureatów Nobla”, w ramach której w latach 1921–1939 prezentowano dorobek najwybitniejszych pisarzy zagranicznych.
Literaturę dziecięcą reprezentowały np. serie „Książki Obrazkowe”, „Bajki i Baśnie” lub bardzo popularne „Bajki Polskie Wujka Czesia” (autorstwa Czesława Kędzierskiego). Dla młodzieży adresowane były liczne książki podróżnicze i przygodowe, np. seria „Świat Podróży i Przygód”.
Spośród licznych książek wydawanych poza seriami w opracowaniach wymieniane są najczęściej:
- Maria Disslowa, „Jak gotować”, Poznań 1930 (pełny tytuł: „Jak gotować. Praktyczny podręcznik kucharstwa. Poradnik we wszelkich sprawach odżywiania, zestawienia menu, urządzania przyjęć, dekoracji stołu”)
- Dzieła zebrane:
  - Marii Rodziewiczówny – 36 tomów (w trakcie II wojny światowej wydawnictwo uzyskało wyłączność na druk twórczości autorki)
  - Józefa Weyssenhoffa – ukazały się tylko 3 tomy, nr 1, 2 i 7[19]

Luksusowe albumy bibliofilskie:
- Camille Mauclair, „Florencja” (w przekładzie L. Staffa), Lwów – Poznań 1926.
- J. Mycielski, S. Wasylewski, „Portrety polskie Elżbiety Vigée-Lebrun 1755-1842”, Lwów – Poznań 1927. Książkę z 24 ilustracjami wykonanymi techniką heliografii wydano w nakładzie 1100 numerowanych egzemplarzy, w formacie 31×24 cm, na papierze czerpanym. Papier ten był dostarczony na zamówienie wydawnictwa i opatrzony znakami wodnymi producenta – Mirkowskiej Fabryki Papieru[20]. Ukazały się też dwa inne wydania książki w innych formatach, jedno na papierze chińskim, drugie opisane jako „kopia wydania zbytkowego” (1928).
- Joseph Gregor, René Fülöp-Miller, „Amerykański teatr i kino. Dwa obrazy z dziejów kultury” (w przekładzie S. Wasylewskiego), Poznań 1931.
- Franciszek Ksawery Seppelt, Klemens Löffler „Dzieje papieży”, Poznań 1936.

### Serie wydawnicze

#### „Gawędy o Dawnym Obyczaju. Wybór ciekawych pamiętników XVIII i XIX w.”
Była to pierwsza seria Wydawnictwa Polskiego, wydawana w latach 1920–1930. Opracowywał i redagował ją Stanisław Wasylewski.

#### „Biblioteka Laureatów Nobla”

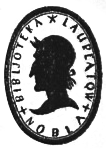
Logo serii

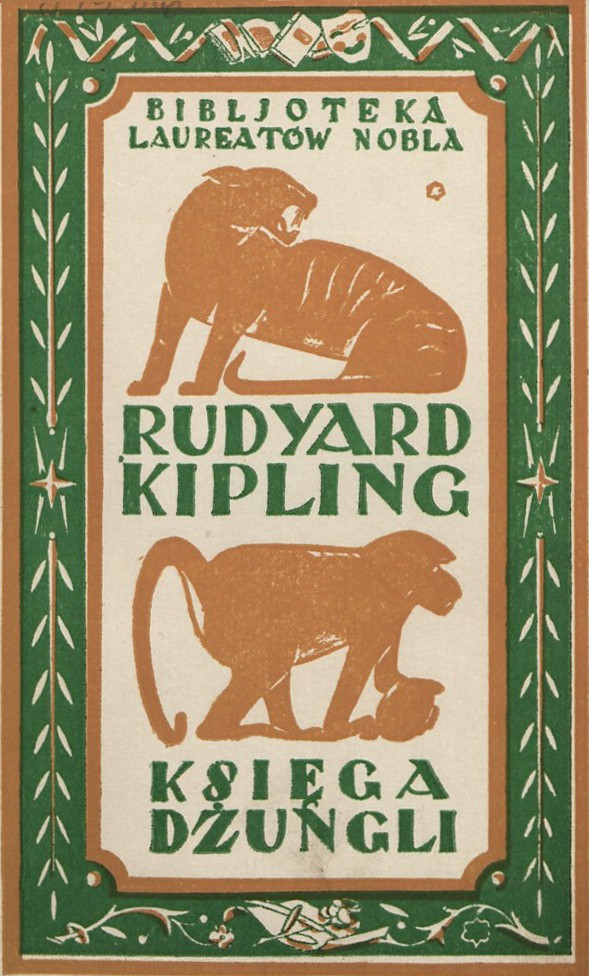
Rudyard Kipling: „Księga dżungli”. Seria „Biblioteka Laureatów Nobla” tom V (1923)

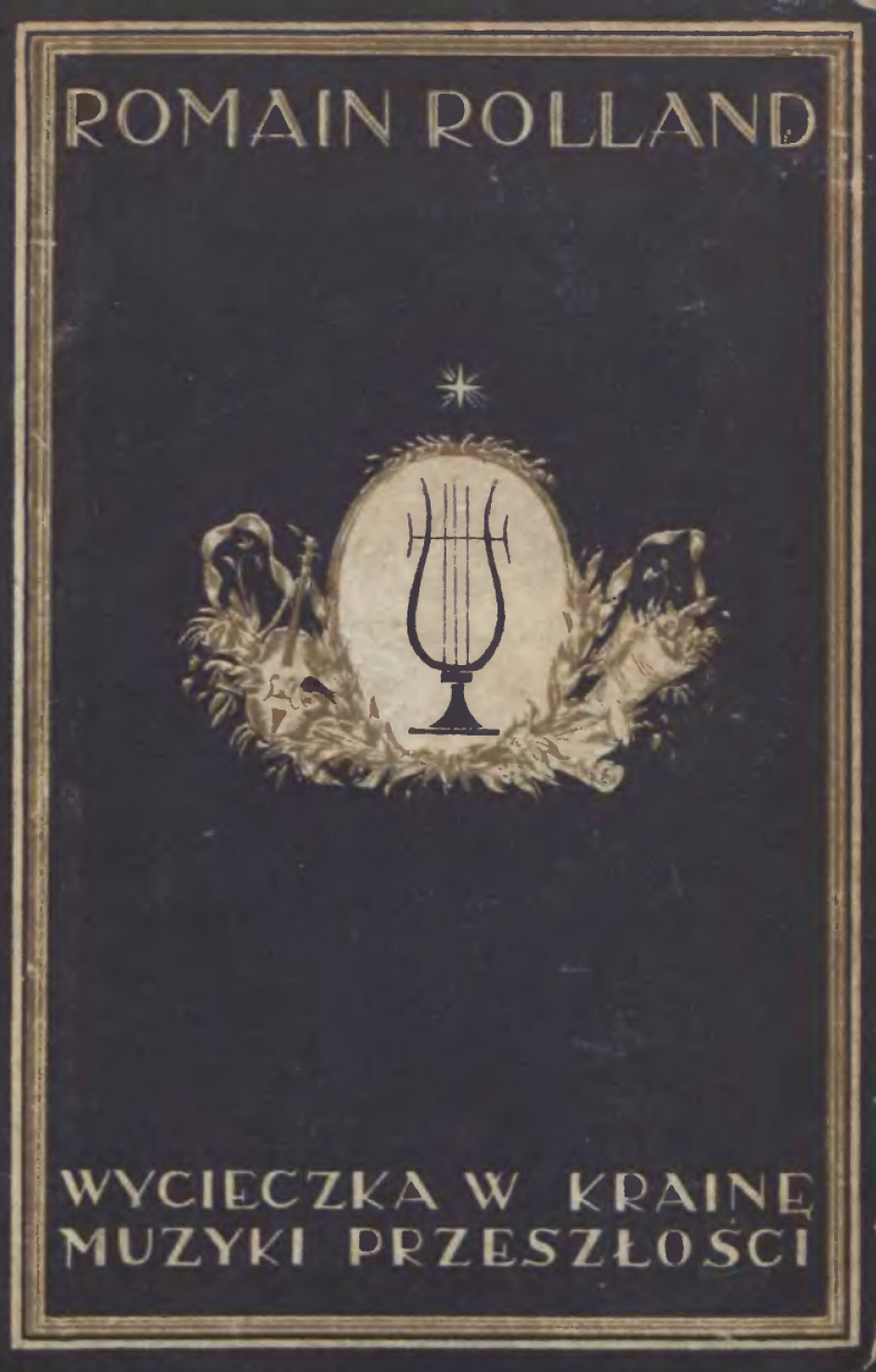
Romain Rolland: „Wycieczka w krainę muzyki przeszłości”. Seria „Biblioteka Laureatów Nobla” tom XXI (1924)

W roku 1921 nakładem Wydawnictwa Polskiego ukazała się powieść „Colas Breugnon” Romaina Rollanda, zapoczątkowując wielką, nowatorską serię zatytułowaną „Biblioteka Laureatów Nobla”. Pomysł cyklu był efektem spostrzeżenia Wegnera, że większość autorów, których zamierzał wydać w polskich tłumaczeniach, była laureatami Nagrody Nobla. W latach 1921–1926 serię tę redagował Stanisław Lam, później redakcję serii przejął Wasylewski. Za opracowanie graficzne odpowiedzialni byli Tadeusz Lipski i Jan Marcin Szancer, ilustracje wykonywali Ernest Czerper i Teodor Rożankowski, a okładki projektował Edward Kuczyński. Tłumaczami byli m.in. Józef Birkenmajer, Czesław Kędzierski, Leopold Staff, Jerzy Bandrowski, Florian Sobieniowski, Franciszek Mirandola i Stanisław Wasylewski. Taki dobór tłumaczy i redaktorów pozwolił na wydawanie książek nieodbiegających jakością, wyglądem i walorami literackimi od oryginałów. Przemyślany dobór autorów i ich dzieł oraz rozmach serii sprawiły, że była ona unikalna na skalę europejską. W Polsce, która dopiero kilka lat wcześniej odzyskała niepodległość, seria była szczególnie cenna ze względu na bardzo małą dostępność polskojęzycznej literatury zagranicznej.
W ramach serii opublikowano książki następujących laureatów Nagrody Nobla w dziedzinie literatury:
- Maurice Maeterlinck – 11 tytułów, łącznie 18 wydań
- Knut Hamsun – 9 tytułów, łącznie 15 wydań
- Rudyard Kipling – 8 tytułów, łącznie 15 wydań (Wydawnictwo Polskie miało wyłączność na druk Kiplinga w Polsce[1])
- Rabindranath Tagore – 8 tytułów, łącznie 9 wydań
- Selma Lagerlöf – 6 tytułów, łącznie 9 wydań[e]
- Karl Gjellerup – 5 tytułów, łącznie 8 wydań
- Paul Heyse – 3 tytuły
- Henrik Pontoppidan – 3 tytuły, łącznie 4 wydania
- Romain Rolland – 3 tytuły, łącznie 14 tomów i wydań („Dusza zaczarowana” pierwotnie wydana była w 3 tomach, później jako jeden tom; „Jan Krzysztof” – 4 tomy)
- Bjørnstjerne Bjørnson – 2 tytuły, łącznie 3 wydania
- Carl Spitteler – 2 tytuły, łącznie 3 wydania
- Grazia Deledda – 2 tytuły
- Gerhart Hauptmann – 2 tytuły
- Stanisław Reymont – 1 tytuł, 4 wydania
- Jacinto Benavente – 1 tytuł
- Rudolf Eucken – 1 tytuł dwutomowy
- Anatole France – 1 tytuł
- Verner von Heidenstam – 1 tytuł
- Thomas Mann – 1 tytuł
- George Bernard Shaw – 1 tytuł
- William Butler Yeats – 1 tytuł

Do roku 1939 ukazało się 80 tomów serii. Wszystkie były numerowane, miały ten sam format 8°, szatę graficzną, układ treści na okładkach oraz własny symbol graficzny. Całość nakładu oprawiała Spółka „Przesławski i Cierniak”, a w 1929 roku zaprezentowała je podczas Powszechnej Wystawy Krajowej w Poznaniu.
Po wojnie niektóre książki serii były wznawiane w Warszawie (1947–1950) i Londynie. W roku 1992 Irena Rybotycka zaoferowała zrzeczenie się honorariów, gdyby seria została wznowiona i kontynuowana w Polsce, pod warunkiem zamieszczania w książkach notki o Rudolfie Wegnerze i pochodzeniu serii.
Opracowania monograficzne
- Marzena Kowalska: Literackie serie wydawnicze w latach 1921–1999. W: Dokąd Zmierzamy? Książka i jej czytelnik. Radosław Gaziński (red.). T. IV. Międzyzdroje: Książnica Pomorska im. Stanisława Staszica, 2008, s. 109–126, seria: Bibliotekarz Zachodniopomorski. ISBN 978-83-87879-70-9. [dostęp 2016-02-24].

#### „Świat Podróży i Przygód”
Ciesząca się dużą popularnością seria „Świat Podróży i Przygód” wydawana była od roku 1925, jej redaktorem był Czesław Kędzierski. Zgodnie z tytułem ukazywały się w niej powieści podróżnicze i przygodowe, najczęściej marynistyczne. Autorami byli m.in. Robert Louis Stevenson, Mark Twain, James Fenimore Cooper, Edgar Allan Poe i Ferdynand Ossendowski.

#### „Epopeje i Legendy”
Krótka seria wydana w latach 1926–1927, obejmująca 3 pozycje dotyczące św. Franciszka z Asyżu, Antary ibn Szaddada i Buddy.

#### „Biblioteka Autorów Polskich”
Seria ta, rozpoczęta w roku 1928, przeznaczona była do prezentacji czytelnikom twórczości młodych, współczesnych autorów polskich. Należeli do nich m.in. Jerzy Bandrowski, Jerzy Kossowski, Kornel Makuszyński, Stanisław Wasylewski, Ferdynand Ossendowski, Jan Wiktor, Maria Rodziewiczówna, Julian Wołoszynowski. W ramach serii wznowione zostały książki autorstwa Wacława Berenta, Mariana Gawalewicza, Ignacego „Sewera” Maciejowskiego, Adama Krechowieckiego i Aleksandra Świętochowskiego.

#### „Monografie Wielkich Postaci i Okresów Dziejowych”
Cykl ten, wydawany w latach 1928–1935, obejmował 10 tomów zawierających monografie postaci historycznych oraz znanych autorów polskich i zagranicznych, a także powieści i opracowania historyczne. Były to m.in. pozycje dotyczące:
- postaci historycznych:
  - Emil Ludwig, „Napoleon” (w przekładzie L. Staffa), Poznań 1928
  - Kazimierz Waliszewski, „Katarzyna II” (w przekładzie S. Wasylewskiego), Poznań 1929
  - Ferdynand Ossendowski, „Lenin”, Poznań 1930
  - Louis Bertrand, „Ludwik XIV” (w przekładzie S. Wasylewskiego), Poznań 1931

- postaci literatury:
  - Tadeusz Pini, „Krasiński. Życie i twórczość”, Poznań 1928
  - Stanisław Adamczewski, „Serce nienasycone. Książka o Żeromskim”, Poznań 1930.
  - Andrzej Tretiak, „Lord Byron”, Poznań 1930

- okresów historycznych:
  - Julian Wołoszynowski, „Rok 1863”, Poznań 1931
  - Guglielmo Ferrero, „Wielkość i upadek Rzymu”; t. 1 „Podbój”, t. 2 „Juliusz Cezar” (w przekładzie L. Staffa), Poznań 1935

#### „Cuda Polski”

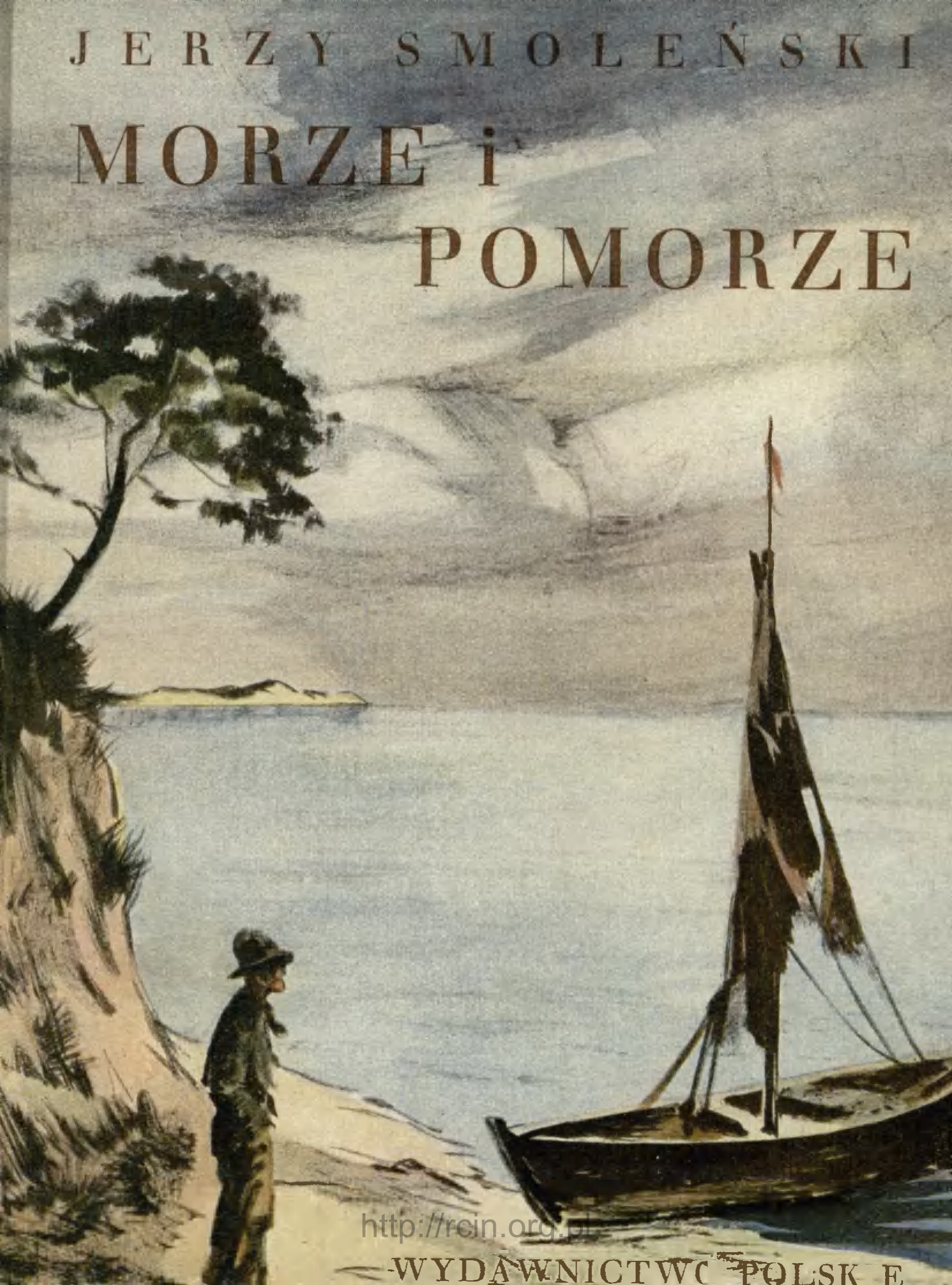
Jerzy Smoleński: „Morze i Pomorze”. Seria „Cuda Polski” (1928)

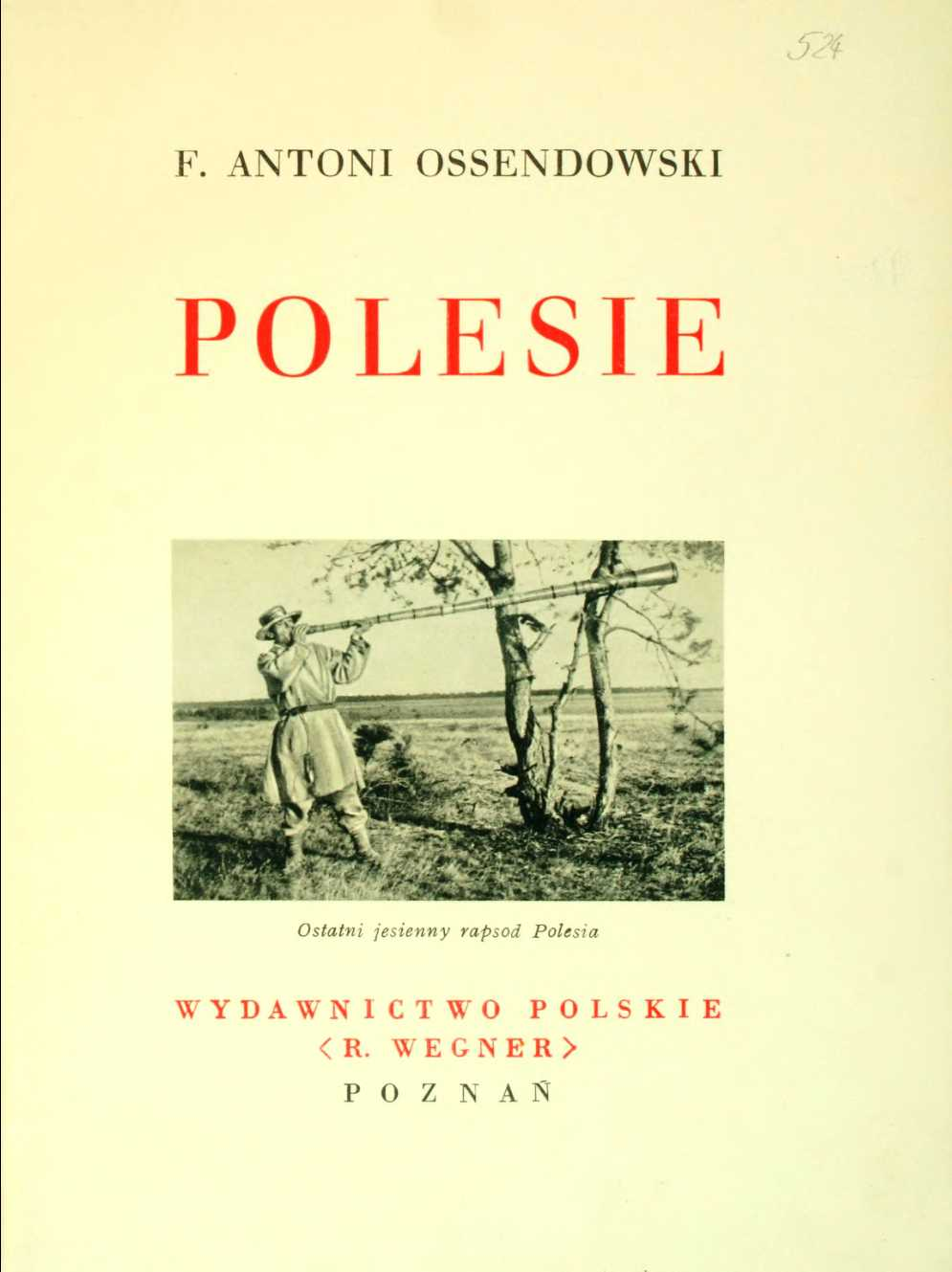
F. Antoni Ossendowski: „Polesie”. Seria „Cuda Polski” (1934)

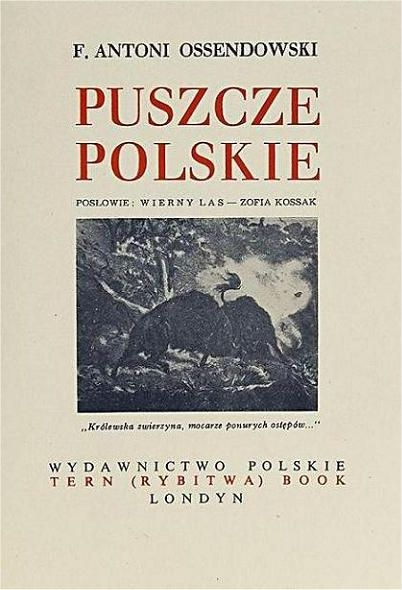
F. Antoni Ossendowski: „Puszcze polskie”. Seria „Cuda Polski” (Tern (Rybitwa) Book, Londyn 1953)

Pełna nazwa serii brzmiała „Cuda Polski – Pomniki Przyrody – Pomniki Pracy – Zabytki Dziejów” i miała charakter krajoznawczy. Obok „Biblioteki Laureatów Nobla” była to reprezentacyjna i najpopularniejsza seria wydawnictwa. Była ona efektem długotrwałych analiz światowego rynku wydawniczego prowadzonych przez Wegnera. Największy wpływ na ostateczny kształt serii miała francuska „Collection les Beaux Pays” wydawana przez J. Reya w Grenoble.
Motto serii brzmiało „To Polska – to ojczyzna nasza” (Aleksander Fredro). Jej celem było upowszechnianie w Polsce wartości patriotycznych, w związku z czym wydawnictwo nie było w tym przypadku nastawione na zysk finansowy, a książki były rozprowadzane w znacznym stopniu poza rynkiem. Agendy rządowe wykorzystywały „Cuda Polski” (podobnie jak pozycje bibliofilskie wydawnictwa) do kreowania pozytywnego obrazu Polski za granicą. Ukazywała się od roku 1928, zaplanowana była na 20 tomów, do wybuchu wojny ukazało się ich 14. W roku 1939 przygotowywany był tom 15 pt. „Wołyń”.
„Cuda Polski” wydawane były szczególnie starannie i atrakcyjnie. Wszystkie tomy miały niezmienny format (21×16 cm), układ graficzny projektu Jana Bułhaka oraz styl oprawy (projektu Ernesta Czerpera) i ilustracji; drukowane były jednolitą czcionką na takim samym specjalnym papierze bezdrzewnym. Bułhak zajmował się też opracowaniem fotografii – wielu własnego autorstwa – ilustrujących książki. Wykonywane były one pracochłonną techniką heliografii. Autorem map był zięć Rudolfa Wegnera, płk Tomasz Rybotycki. Na okładki wykorzystywano dzieła Jana Kilarskiego, Kamila Mackiewicza, Rafała Malczewskiego, Teodora Rożankowskiego i Leona Wyczółkowskiego. Opracowanie każdego tomu zajmowało ok. 4–6 lat.
Proces produkcyjny był dość skomplikowany, gdyż druk wykonywały 4 drukarnie: poznańska Concordia (tekst), Zakłady Graficzne Biblioteki Polskiej w Bydgoszczy (ilustracje heliograficzne, druk rotograwiurowy) oraz Drukarnia św. Wojciecha w Poznaniu i Drukarnia Narodowa w Krakowie (okładki).
„Cuda Polski” cieszyły się dużą popularnością, były wielokrotnie wznawiane i dodrukowywane, jednak brak numeracji tomów i dat wydań utrudnia analizę bibliograficzną. Nie są znane też nakłady poszczególnych wydań. Wybrane tomy wznawiane były przez jednostki podlegające polskiemu rządowi emigracyjnemu („Lwów”, Jerozolima 1944; „Morze i Pomorze”, Jerozolima 1946), a później przez małżeństwo Rybotyckich, zarówno w Norymberdze (fragmenty) i Londynie („Puszcze Polskie” z posłowiem „Wierny las” Zofii Kossak o partyzantce polskiej 1940–1944, Londyn 1953; „Między Niemnem a Dźwiną” z posłowiem „Wierna ziemia” Antoniego Bogusławskiego, Londyn 1955), jak i w Polsce – za pośrednictwem Anny Łempickiej.
W serii ukazały się 4 monografie miast polskich i 10 monografii regionów:
- Miasta:
  - Aleksander Janowski: „Warszawa” (1930)
  - Stanisław Wasylewski: „Lwów” (1931)
  - Jerzy Remer: „Wilno” (1934)
  - Jan Kilarski: „Gdańsk” (1938), wydane także w języku angielskim

- Regiony:
  - Jerzy Smoleński: „Morze i Pomorze” (1928), wydane także w języku angielskim
  - Jerzy Smoleński: „Wielkopolska” (1930)
  - Gustaw Morcinek: „Śląsk” (1933), wydane także w języku angielskim
  - F. Antoni Ossendowski: „Polesie” (1934)
  - Rafał Malczewski: „Tatry i Podhale” (1935)
  - F. Antoni Ossendowski: „Puszcze polskie” (1936)
  - F. Antoni Ossendowski: „Huculszczyzna, Gorgany i Czarnohora” (1936)
  - Aleksander Patkowski: „Sandomierskie. Góry Świętokrzyskie” (1938)
  - Tadeusz Łopalewski: „Między Niemnem a Dźwiną. Ziemia wileńska i nowogrodzka” (1938)
  - F. Antoni Ossendowski: „Karpaty i Podkarpacie” (1939)

- Niewydane:
  - Ksawery Pruszyński: „Wołyń”
  - Stanisław Wasylewski: „Życie polskie w XIX w.”

W czasach PRL-u książki serii dotyczące Kresów znalazły się na indeksie. Strat wojennych dopełniła polityka bibliotek, pozbywających się „niewygodnych” pozycji. Cześć książek została ponadto wykradziona, a zachowane egzemplarze często są zniszczone. W efekcie książki w dobrym stanie stały się bardzo cenne, np. dla niektórych pozycji serii ceny aukcyjne na początku XXI w. dochodziły do 500 zł. Wiele tomów serii zostało wznowionych po roku 1989 przez kilka wydawnictw, jednak jakość tych książek odbiega znacząco od wersji oryginalnych.
Opracowania monograficzne
- Monika Rausz. „Cuda Polski” Rudolfa Wegnera: historia edycji. „Annales Universitatis Paedagogicae Cracoviensis Studia ad Bibliothecarum Scientiam Pertinentia”. 4, s. 156–166, 2006[9].
- Adam Nowak. „Cuda Polski”, czyli Rudolf Wegner rediviva. „Wiadomości Księgarskie”. 57 (4), s. 80–85, 12 grudnia 2008[2].

#### „Pisma zbiorowe” Marii Rodziewiczówny
Wydawnictwo Polskie wydało dzieła wszystkie bardzo popularnej Marii Rodziewiczówny. Do roku 1939 ukazało się 36 tomów. W czasie okupacji wydawnictwo uzyskało wyłączność na publikowanie twórczości autorki. Książki wznawiane były przez rząd emigracyjny podczas wojny, a następnie przez Rybotyckich – w Norymberdze, Londynie i Warszawie.

#### „Żółte Książki”

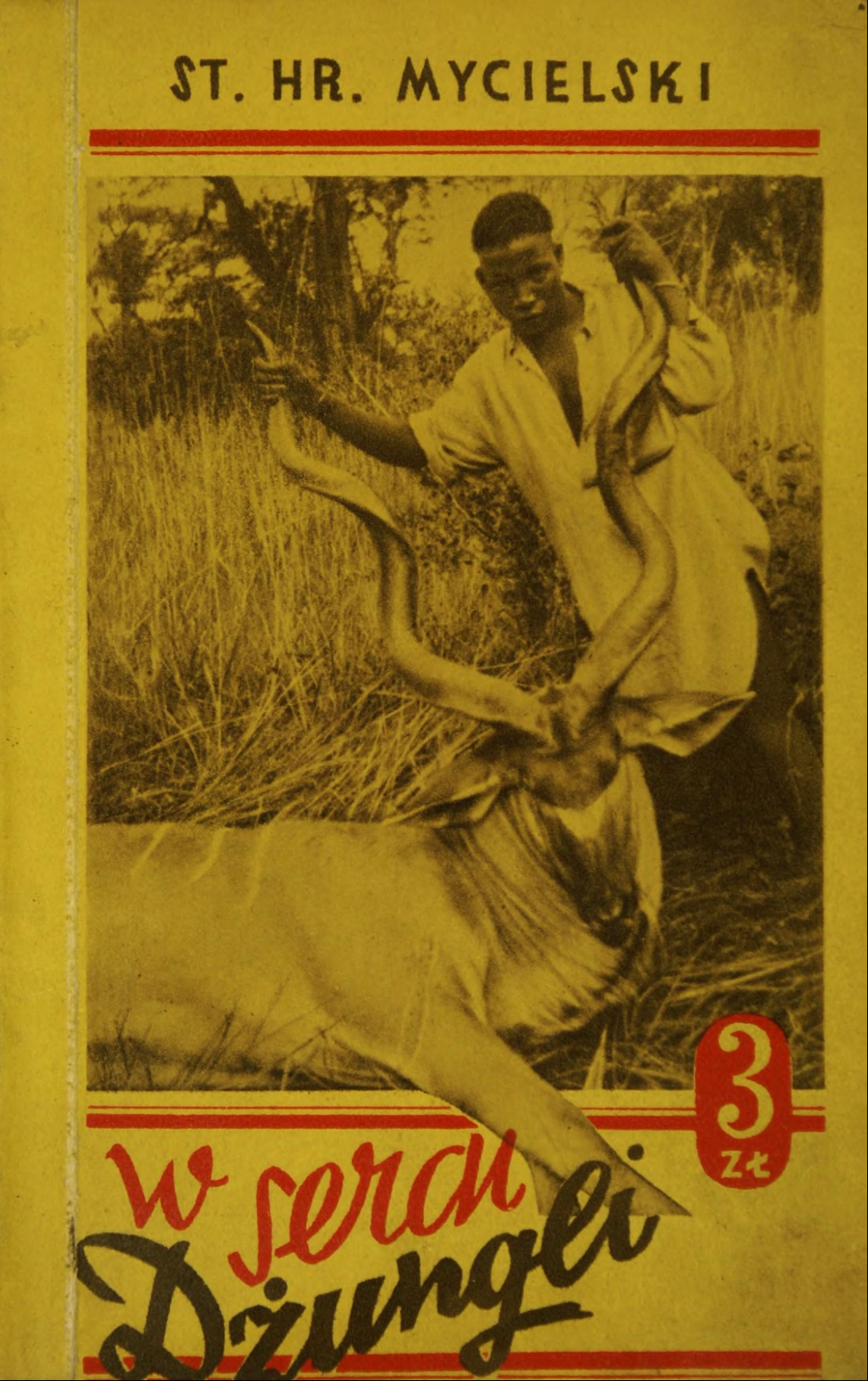
Stanisław Mycielski: „W sercu dżungli”. Seria „Żółte Książki” (1933)

Seria tańszych powieści kryminalnych współczesnych autorów polskich i zagranicznych, wzorowana na niemieckiej „Die Gelben Bücher” (Ullstein Verlag). Pomimo lżejszej tematyki, często kryminalnej, ich poziom oceniany był pozytywnie. W latach 1928–1934 ukazało się ponad 40 tomów serii w nakładach do 10 tys. egz. W przeciwieństwie do publikacji omówionych powyżej, „Żółte Książki” oferowane były wyłącznie w wersji broszurowej.

#### „Film – Romans. Ilustrowany Tygodnik Powieściowy”
Cykl 20 cotygodniowych tomów pod redakcją F. Antoniego Ossendowskiego, publikowany w roku 1938. Krótkie, 16-stronicowe broszury w cenie 20 gr., ilustrowane fotosami z filmów, popularyzowały twórczość filmową, zwłaszcza zagraniczną.

## Drukarnie
Wydawnictwo współpracowało z najlepszymi polskimi drukarniami, pozwalającymi na uzyskanie wysokiej jakości produktów. We Lwowie korzystało z własnej (od roku 1921) Tłoczarni Wydawnictwa Polskiego we Lwowie, natomiast w Poznaniu główną drukarnią wydawnictwa stała się Concordia. Ponadto współpracowało m.in. z Zakładami Graficznymi Biblioteki Polskiej w Bydgoszczy, drukarniami krakowskimi: Drukarnią Narodową i Drukarnią Ludwika Anczyca i Spółki oraz poznańskimi: Drukarnią św. Wojciecha, Drukarnią „Poradnika Gospodarczego” Jana Kuglina, Drukarnią Zjednoczenia Młodzieży, Drukarnią Polską oraz Poznańską Drukarnią i Zakładem Narodowym T. A. Część ilustracji drukowana była w Norymberdze. W Polsce powojennej druk prowadzono głównie w Toruńskich Zakładach Graficznych. Okres wojny przetrwały matryce ilustracji do książek dla dzieci w Norymberdze oraz prawdopodobnie niektóre matryce „Cudów Polski” wywiezione na początku okupacji z Poznania do Warszawy.